# Avdotia Glinka
Pour les articles homonymes, voir Glinka (homonymie).
Avdotia Pavlovna Glinka (Авдотья Павловна Глинка), née Golenichtcheva-Koutouzova le 19 juillet 1795 à Saint-Pétersbourg, morte le 26 juillet 1863 à Tver, est une femme de lettres, poétesse et traductrice russe. Elle était l'épouse de Fiodor Nikolaïevitch Glinka. Elle est la grand-mère de Yuliana Glinka, agente de l'Okhrana.

## Biographie
Élevée chez son grand-père Ivan Golenichtchev-Koutouzov (ru) à Saint-Pétersbourg, elle rejoint Moscou avec ses parents à la mort de son grand-père, puis Tver, dans la propriété familiale, avec sa mère à la mort de son père.
Elle y rencontre, puis épouse Fiodor Glinka (un cousin du compositeur) avec qui elle s'installe à Orel, puis à Saint-Pétersbourg, à Moscou et enfin en 1862, de nouveau à Tver.
Sa traduction de Schiller en 1832 lui acquiert une notoriété durable.

## Œuvres
- Pesnia o kolokole, traduction de Das Lied von der Glocke de Schiller, 1832
- Zhizn’ presviatoi devy, (La Vie de la Très-Sainte-Vierge), 1840 en vers, seize éditions jusqu'en 1915
- Gibel’ ot pustogo chvanstva, (La Ruine de l'inutile arrogance), 1852
- Tol’ko tri nedeli, (Seulement trois semaines), 1851
- Grafinia Polina, (La Comtesse Polina), 1856
- Leonid Stepanovich i Liudmilla Sergueeva, 1856
- Katia, 1858
- Stikhotvoreniia Shillera. Zum Dichters 100 Jahrigem Geburtsfeste, 1859

## Source
- Marina Ledkovskaia-Astman, Charlotte Rosenthal, Mary Fleming Zirin, Dictionary of Russian women writers, Greenwood, 1994, p. 214-215